# Pangasius sabahensis
Pangasius sabahensis és una espècie de peix d'aigua dolça de la família dels pangàsids i de l'ordre dels siluriformes. Va ser descrit el 2002 pels ictiòlegs R. Gustiano, G. Teugels i Laurent Pouaud.
S'han identificat exemplar que atènyen fins a 34,3 cm de longtitud.

## Distribució geogràfica
Es troba a Àsia: al riu Kinabatangan al nord de Borneo (Malàisia). El seu nom prové de l'estat de Saba a Malàisia, on va ser identificat.